# Carex hotaizanensis
Carex hotaizanensis är en halvgräsart som beskrevs av Shigeo Akiyama. Carex hotaizanensis ingår i släktet starrar, och familjen halvgräs. Inga underarter finns listade i Catalogue of Life.